# Ballan-Miré
Ballan-Miré – miejscowość i gmina we Francji, w Regionie Centralnym, w departamencie Indre i Loara, w okręgu Tours.
Według danych na rok 1990 gminę zamieszkiwało 5937 osób, a gęstość zaludnienia wynosiła 227 osób/km² (wśród 1842 gmin Regionu Centralnego Ballan-Miré plasuje się na 58. miejscu pod względem liczby ludności, natomiast pod względem powierzchni na miejscu 452.).